# ハエドゥイ族

ハエドゥイ族（図中はÉduens）の居住地区

ハエドゥイ族（ハエドゥイぞく、ラテン語：Haedui, 仏: Éduens）は、ガリア人の部族の一つである。ローマ属州ガリア・ルグドゥネンシスの内のアラル川（現：ソーヌ川）とロダヌス川（現：ローヌ川）に挟まれた地区に住んでいた。

## 歴史
ストラボンによると、ハエドゥイ族はアラル川とドウビス川（現：ドゥー川）に挟まれた地区が元々の居住地であったとしている。主邑はビブラクテ（Bibracte）。紀元前6世紀にイタリア半島へ侵入したガリア軍の中にはハエドゥイ族も加わっていた。
ハエドゥイ族はローマから支援を受けたことで、ガリアでアルウェルニ族と並ぶ有力な部族へと成長し、紀元前123年にはローマからは「ローマ国民の兄弟と血縁者」の称号を受けた。
紀元前70年頃、アルウェルニ族の一派であったセクアニ族がゲルマン人系スエビ族の族長アリオウィストゥスと同盟を結び、 ハエドゥイ族と戦った。 ハエドゥイ族は敗北し、多くの人質をセクアニ族に渡して従属した。しかし、アリオウィストゥスはセクアニ族を押さえつける形でガリアへ定住の構えを見せたことから、紀元前61年頃にセクアニ族からの要請でハエドゥイ族はアリオウィストゥスと戦ったものの、アドマゲドブリカで大敗を喫した。ハエドゥイ族のディウィキアクスはこの窮状をローマ元老院に訴えたが、ガイウス・ユリウス・カエサルが執政官であった紀元前59年にアリオウィストゥスは「ローマ国民の友」の称号を元老院より得ており、この訴えは失敗に終わった。
紀元前58年、ガリア総督となったカエサルによってアリオウィストゥスはゲルマニアへと追放され、ハエドゥイ族はスエビ人の支配から脱した。紀元前52年にウェルキンゲトリクスを指導者として全ガリアが蜂起するとガリア連合軍に加わったものの、敗北後はローマ側へ降伏した。
アウグストゥス治世期にビブラクテは取り壊され、新しく設置されたアウグストドゥヌム（現：オータン）へと移住した。その後、ハエドゥイ族からは幾人ものローマ帝国の政府高官を輩出した。